# Кустолово (Новосанжарский район)

Кустолово (укр. Кустолове) — село,
Кустоловский сельский совет,
Новосанжарский район,
Полтавская область,
Украина.
Код КОАТУУ — 5323482501. Население по переписи 2001 года составляло 354 человека.
Является административным центром Кустоловского сельского совета, в который, кроме того, входит село
Малые Солонцы.

## Географическое положение
Село Кустолово находится на левом берегу реки Кустолово,
выше по течению примыкает село Варваровка,
ниже по течению на расстоянии в 0,5 км расположено село Галущина Гребля,
на противоположном берегу — село Малые Солонцы.

## История
- 1700 — дата основания[2].

## Экономика
- ЧАФ «Кустоловская».

## Объекты социальной сферы
- Школа.